# A por ti
«A por ti» es una canción interpretada por la cantante española Yurena (entonces conocida como Tamara), publicada en 2000 por la discográfica Superego.
La canción, procedente de un álbum de estudio anterior autofinanciado, fue lanzada como primer sencillo de Tamara tras su salto a la fama, con la popular «No cambié» como cara B.

## Antecedentes y publicación
Yurena había iniciado una carrera independiente en Vizcaya con su álbum autofinanciado A por ti (Norte Estudios, 1993), que no tuvo repercusión más allá del ámbito local. En el resto de la década de los noventa, había realizado viajes a Madrid buscando oportunidades para desarrollar su carrera musical. En el año 2000 comenzó a ganar fama por sus apariciones en el programa Crónicas marcianas.
Ese año Yurena firmó con Piérdete, la recientemente creada filial de pop de la discográfica Superego. En otoño del 2000 esta editó «A por ti», canción titular de su álbum de 1993, con una nueva producción de Spunky. La canción, de estilo synth-pop y con elementos house y de spoken word, fue lanzada con un videoclip, y obtuvo éxito comercial, aunque superado por el de «No cambié». El maxi-single con ambas fue número uno diez semanas y obtuvo un disco de oro.
La canción fue incluida como sencillo en su segundo álbum de estudio, Superestar. El estilo de este seguía una línea más cercana a «A por ti» que a «No cambié», de la que la cantante llegó a renegar. Fue promocionada en Crónicas marcianas, así como con un remix titulado «Sin Ropa Interior», y en 2001 fue reeditada por Universal en México.